# ماثيو تايلور (لاعب كريكت)
ماثيو تايلور (8 يوليو 1994 في المملكة المتحدة - ) (بالإنجليزية: Matt Taylor)‏ هو لاعب كريكت بريطاني. لعب مع نادي مقاطعة غلوستر للكريكت ‏.

## وصلات خارجية
- ماثيو تايلور (لاعب كريكت) على موقع إي آس بي آن كريك إنفو (الإنجليزية)